# Kodi Smit-McPhee
Kodi Smit-McPhee (Adelaide, 13 juni 1996) is een Australisch acteur.
Smit-McPhee is het meest bekend om zijn Marvel Comics personage Nightcrawler waarmee hij voor het eerst verscheen in de film X-Men: Apocalypse. Daarnaast speelde hij de hoofdrol in de films The Road, Let Me In en ParaNorman. Ook had hij een belangrijke rol in de film Dawn of the Planet of the Apes.
Smit-McPhee werd geboren in Adelaide in de Australische deelstaat Zuid-Australië en is de zoon van Sonja Smit en Andy McPhee. Zijn vader is ook acteur en voormalig professionele worstelaar. Zijn zus Sianoa Smit-Phee is actrice en zangeres. Hij won in 2007 bij de Australian Film Institute Awards een Young Actor's Award voor de film Romulus, My Father.

## Filmografie
- 2007: Romulus, My Father als Raimond Gaita
- 2008: The Tender Hook als Jimmy
- 2009: The Road als Jongen
- 2010: Matching Jack als Finn
- 2010: Let Me In als Owen
- 2012: Dead Europe als Josef
- 2012: ParaNorman als Norman Babcock (stem)
- 2013: A Birder's Guide to Everything als David Portnoy
- 2013: The Congress als Aaron Wright
- 2013: Romeo & Juliet als Benvolio
- 2014: Young Ones als Jerome Holm
- 2014: All the Wilderness als James Charm
- 2014: Dawn of the Planet of the Apes als Alexander
- 2014: Maya the Bee Movie als Willy (stem)
- 2015: Slow West als Jay Cavendish
- 2016: X-Men: Apocalypse als Kurt Wagner / Nightcrawler
- 2018: Deadpool 2 als Kurt Wagner / Nightcrawler (cameo)
- 2018: Alpha als Keda
- 2019: X-Men: Dark Phoenix als Kurt Wagner / Nightcrawler
- 2019: Dolemite Is My Name als Nick
- 2020: 2067 als Ethan Whyte
- 2021: The Power of the Dog als Peter Gordon
- 2022: Elvis als Jimmie Rodgers Snow
- 2024: Maria

## Televisie
- 2006: Fantal Contact: Bird Flu in America als Toby Connelly (televisiefilm)
- 2006: Nightmares & Dreamscapes: From the Stories of Stephen King als Brandon / Jackson Evans (miniserie, 2 afleveringen)
- 2006: Monarch Cove als jonge Jake (televisieserie, 4 afleveringen)
- 2007: The King als jonge John Wesley (televisiefilm)
- 2008: The Adventures of Charlotte and Henry als Henry (televisiefilm)
- 2015: Gallipoli als Thomas 'Tolly' Johnson (miniserie, 7 afleveringen)
- 2020: Interrogation als Chris Keller (televisieserie, 10 afleveringen)